# لیونل جبی زادی
لیونل جبی زادی (انگلیسی: Lionel Djebi-Zadi؛ زادهٔ ۲۰ مهٔ ۱۹۸۲) بازیکن فوتبال اهل فرانسه است.
از باشگاه‌هایی که در آن بازی کرده‌است می‌توان به باشگاه فوتبال پادربورن، باشگاه فوتبال اینورنس کالدنیون تیسل، و باشگاه فوتبال لوتسرن اشاره کرد.